# Ангрен (город)
Ангре́н (узб. Angren / Ангрен) — город в Ташкентской области Узбекистана. Население — 191 300 жителей (2021).

## История
29 сентября 1940 года в кишлаке Джигиристан (на базе кишлаков Джартепе, Турк, Тешик-Таш, Койхо-а и Джигиристан) образуется рабочий посёлок Ангреншахтстрой с населением около 300 человек.
С этого дня начинается освоение одного из крупнейших на Востоке угольных бассейнов. 2 мая 1941 года Президиум Верховного Совета УзССР издает Указ:
Отнести населённый пункт при строительстве «Ангреншахтстрой» к категории рабочих посёлков с присвоением ему наименования «Рабочий посёлок „Ангреншахтстрой“». Организовать на «Ангреншахтстрое» поселковый Совет с центром в населённом пункте «Тешик-Таш». Первым председателем поселкового Совета избран Икрамов И.Р.
13 июня 1946 года Указом Президиума Верховного Совета УзССР рабочий посёлок Ангреншахтстрой был преобразован в город Ангрен.

## География
Ангрен расположен в правобережной части долины реки Ахангаран (Ангрен) между Чаткальским и Восточно-Кураминским хребтом в 78 км к юго-востоку от Ташкента (114 км по дороге). Город состоит из нескольких разобщённых частей.
Через Ангрен проходят автомагистраль Ташкент — Коканд и железнодорожная ветка Ангрен — Пап, связывающие 3 узбекские области в Ферганской долине с остальной частью Узбекистана. На территории Ангрена есть золотодобывающая шахта.

## Экономика
Ангрен — центр угольной промышленности Узбекистана, в котором добывается бурый уголь — компанией ОАО «Узбеккумир (Узбекуголь)».
В Ангрене расположена единственная в стране станция добычи газа методом подземного пиролиза угля (подземгаз) — компанией ОАО «Еростигаз».
Предприятия:
- строительных материалов (заводы: железобетонных конструкций, цементный, асфальтобетонный; комбинат керамических изделий и домостроительный (ДСК); дробильно-сортировочная фабрика каолина ДСФК, завод по производству автоклавного газоблока Ecoton Sharq и другие);
- пищевой промышленности (Ангреннон, Ангренсут);
- химико-металлургической промышленности (Ангренкабель);
- азотно-туковый завод (Ангреназот);
- машиностроительные заводы (Ангренгазмаш, ЗИС);
- производство автомобильных шин и конвейерных лент (Birinchi Rezinotexnika Zavodi[3]);
- крупнейшая в Ташкентской области нефтебаза АО «Узбекнефтегаз», относящаяся к Ферганскому нефтеперегонному заводу;
- Ангренское Рудоуправление, входящее в состав ОАО АГМК (бывшее АО «Ангрензолото»);
- завод керамического фарфора «Каолин»;
- производство бумажно-картонно-тарной продукции АО ИИ «Angren PACK» (бывшее ОАО ИИ «SQQS»);
- Ангренский трубный завод;
- электростанции (Ангренская ТЭС и Новоангренская ГРЭС).

## Население
Численность населения по состоянию на 1 января 2014 года составляет 175 400 жителей. По переписи 1959 года из 55 789 жителей 42,9 % составляли русские, 17,9 % — татары, 15,7 % — узбеки, 7,4 % — таджики, 3,7 % — украинцы.
В дальнейшем доля среднеазиатских народов возросла. По переписи 1989 года узбеки составляли 31,5 %, таджики — 13,1 %, тогда как русские — 31,4 %, а татары — 8,3 % населения города.
Ныне население города преимущественно состоит из представителей среднеазиатских народов. По официальным данным на 1 января 2013 года в Ангрене проживали 172 880 человек, из которых 73 % (126 247 человек) узбеков, 17 % (28 653 человека) таджиков, 5 % (8282 человека) корейцев, только 3 % (4621 человек) русских и менее 1 % (1284 человека) татар.
Мусульмане-сунниты составляют 85 % населения. Русские, крымские татары, татары и немцы, проживавшие в городе в большом количестве в советское время, большей частью покинули город в 1990-х годах.
| Год                     | 1959 | 1969 | 1991 | 2005 | 2021  |
| Население, тыс. человек | 56   | 94   | 132  | 127  | 191,3 |

## Образование
- ВУЗы:
  - Ташкентский областной государственный педагогический институт имени Махмуда Кашгарий (ТОГПИ). В настоящее время закрыт.
  - Общетехнический филиал Ташкентского государственного технического университета (ТашГТУ) имени Абу Райхон Беруни. Ныне преобразован в Ангренский государственный технический колледж (АГТК).
- Горно-геологический техникум.
- Ангренский педагогический колледж
- Медицинское училище.
- Колледж бытового обслуживания.
- Строительный техникум.

## Городские СМИ
- Городская общественно-политическая газета «Ангренская Правда»

Современный мавзолей, построенный в 2014 году на месте исторического Гумбез-бобо после реставрации

- Городская общественно-политическая газета «Ангрен Хакикати»

## Хокимы
1. Юнусов, Абдулла Тимурович
2. Рахманов, Ибрагимжон Абсаматович (2013-2017)
3. Абдулазизов, Хакимжон Мамасадикович (июль 2017 года[7] — 17 октября 2018 года)
4. Махмудов, Шукуруллo Насимхонович[8] (с 17 октября 2018 года[9])

## Достопримечательности
В городе имеется историко-краеведческий музей с большим количеством материалов по истории края.
Имеется Молитвенный дом в честь иконы Божией Матери «Взыскание погибших» Узбекистанской епархии РПЦ. В марте 2015 года в городе снесён мемориал (1967—2015) в память об ангренцах, погибших в годы Великой Отечественной войны, что вызвало возмущение местных жителей.
В посёлке Геолог, административно включённом в состав Ангрена, располагается мавзолей Гумбез-бобо (историческая постройка относилась к XI—XII векам, в программе развития туризма от 2013 года предполагался к «проведению реставрационных работ и улучшению состояния»).